# La Landec
 La Landec  (en bretón Lannandeg) es una población y comuna francesa, situada en la región de Bretaña, departamento de Côtes-d'Armor, en el distrito de Dinan y cantón de Plélan-le-Petit.

## Demografía
| 320 | 396 | 369 | 447 | 472 | 460 |
| Para los censos de 1962 a 1999 la población legal corresponde a la población sin duplicidades (Fuente: INSEE [Consultar]) |     |     |     |     |     |